# Jules-Anthony Vilsaint
Jules-Anthony Vilsaint (Montréal, 6 gennaio 2003) è un calciatore canadese, attaccante del Toronto FC.

## Carriera
Dopo gli inizi in Canada Vilsaint si è trasferito in Francia nel 2020 dove è entrato a far parte del settore giovanile del Lilla. Nel 2021 è passato all'Anversa, club dove ha giocato in terza divisione con la seconda squadra nella stagione 2022-2023.
L'11 febbraio 2023 è stato acquistato a titolo definitivo dal CF Montréal, ed il 25 maggio ha debuttato nell'incontro di Canadian Championship vinto 2-0 contro il Forge. Una settimana più tardi ha debuttato anche in MLS contro il D.C. United ed il 3 settembre ha segnato il suo primo gol nell'incontro perso 4-2 contro il Columbus Crew.
Il 13 agosto 2025 viene ingaggiato dall'avversaria canadese dei quebecchesi, il Toronto FC.

## Statistiche

### Presenze e reti nei club
Statistiche aggiornate al 23 ottobre 2024.
| Stagione        | Squadra            | Campionato      | Campionato | Campionato | Coppe nazionali | Coppe nazionali | Coppe nazionali | Coppe continentali | Coppe continentali | Coppe continentali | Altre coppe | Altre coppe | Altre coppe | Totale | Totale | Totale |
| Stagione        | Squadra            | Comp            | Pres       | Reti       | Comp            | Pres            | Reti            | Comp               | Pres               | Reti               | Comp        | Pres        | Reti        | Pres   | Reti   |        |
| --------------- | ------------------ | --------------- | ---------- | ---------- | --------------- | --------------- | --------------- | ------------------ | ------------------ | ------------------ | ----------- | ----------- | ----------- | ------ | ------ | ------ |
| 2022-gen. 2023  | Young Reds Antwerp | 3D              | 10         | 1          |                 | -               | -               |                    | -                  | -                  |             | -           | -           | 10     | 1      |        |
| 2023            | CF Montréal        | MLS             | 11         | 1          | CC              | 1               | 0               |                    | -                  | -                  | LC          | 1           | 0           | 13     | 1      |        |
| 2024            | CF Montréal        | MLS             | 19+1       | 2          | CC              | 1               | 0               |                    | -                  | -                  | LC          | 0           | 0           | 21     | 2      |        |
| Totale carriera | Totale carriera    | Totale carriera | 41         | 4          |                 | 2               | 0               |                    | -                  | -                  |             | 1           | 0           | 44     | 4      |        |